# Mangusto-de-java
Mangusto-de-java (Herpestes javanicus) é uma espécie da família dos herpestídeos, nativa do Sudeste Asiático.
Na União Europeia é considerada uma espécie invasora preocupante, pelo que não pode ser introduzida no território da União, mantida, criada, transportada, comercializada, utilizada, trocada, posta em condições que lhe permita a sua reprodução ou libertada no ambiente.